# Peraji
Peraji – wieś w Słowenii, w gminie miejskiej Koper. W 2018 roku pozostawała niezamieszkana.